# The One (canção de Foo Fighters)
The One é uma canção da banda Foo Fighters e lançado como single em 2002. Apareceu como trilha sonora do filme Orange County (filme). O single em si só foi lançado na Austrália. No entanto, foi disponibilizado pela importação de os EUA e Reino Unido. Singles promocionais nas rádios foram enviados a um número de países, incluindo Canadá, Reino Unido e os EUA.

## Canções
1. "The One"
2. "Win or Lose"
3. "The One" (CD-ROM video)

## Posições as paradas
| País/Parada (2002)                              | Melhor posição |
| ----------------------------------------------- | -------------- |
| Austrália (ARIA)                                | 21             |
| Escócia (Scottish Singles Chart)                | 70             |
| Reino Unido (UK Singles Chart)                  | 77             |
| Reino Unido (OCC UK Rock and Metal)             | 5              |
| Estados Unidos (Bubbling Under Hot 100 Singles) | 21             |
| Estados Unidos (Billboard Alternative Airplay)  | 14             |
| Estados Unidos (Billboard Mainstream Rock)      | 20             |